# Phymatocarpus interioris
Phymatocarpus interioris är en myrtenväxtart som beskrevs av Lyndley Alan Craven. Phymatocarpus interioris ingår i släktet Phymatocarpus och familjen myrtenväxter. Inga underarter finns listade i Catalogue of Life.
Arten förekommer i södra Western Australia.